# Gracia Morales
Gracia Morales  (Motril, 1973) es una dramaturga y poeta española. Autora de obras teatrales como NN12, Un lugar estratégico, Como si fuera esta noche y La grieta, entre animales salvajes, en el año 2000 fue la primera mujer ganadora del premio Marqués de Bradomín. Sus textos dramáticos se han traducido al inglés, francés, alemán, portugués, húngaro, italiano, croata, rumano y persa, y se han estrenado en más de quince países.
Gracia Morales es una de las fundadoras en Granada de la compañía profesional Remiendo Teatro y de la Escuela de Teatro y Doblaje Remiendo, centro de formación escénica referencia en Andalucía.
Entre su obra poética, vinculada a la corriente La otra sentimentalidad, destaca Del hogar y sus mudanzas, La voz en pie o Manual de corte y confección.
Es normativa  fundadora de la Academia de las Artes Escénicas de Andalucía y Académica de número en la Academia de Buenas Letras de Granada con la letra K.
Compagina la creación artística con la docencia en la Universidad de Granada. Es Doctora en Filología Hispánica por la Universidad de Granada (Premio Extraordinario de Doctorado) y profesora titular en el Departamento de Filología Española de la Facultad de Filosofía y Letras en dicha universidad, donde imparte clases de Literatura Hispanoamericana y Teatro. 

¿Sabes? Mi gente es como algunos árboles que se encuentran en el bosque; están huecos, vacíos por dentro, solo les queda la cáscara, la corteza, y, a pesar de eso, les siguen naciendo ramas y hojas. Yo no quiero eso.
Un lugar estratégico.

## Biografía
Gracia Morales nace en Motril, provincia de Granada, en septiembre de 1973. Es en esta ciudad costera granadina donde pasará su infancia y adolescencia. Para realizar los estudios de Filología Hispánica se trasladará a Granada, ciudad en la que reside desde entonces.
Siendo una buena estudiante en la adolescencia, realizó su licenciatura de Filología Hispánica en la Universidad de Granada. En su último año de carrera recibe una beca de colaboración con el Departamento de Literatura Española, concedida por el Ministerio de Educación y Ciencia.
También recibe una beca en su doctorado, donde centra su tesis doctoral en los autores Arguedas y Cortázar, bajo el título de Arguedas y Cortázar: dos búsquedas de una identidad latinoamericana (publicada por la Universidad de Granada en 2003). Por este trabajo recibió el Premio Extraordinario de Doctorado.
Posteriormente consigue una beca postdoctoral, gracias a la cual trabaja con la investigadora Milagros Ezquerro en la Universidad de Montpellier.
Desde 2003 hasta 2009 se traslada a la Universidad de Jaén. En 2010 regresa a la Universidad de Granada, compaginando siempre la docencia con la escritura.
Actualmente es profesora titular en el Departamento de Literatura Española de la Facultad de Filosofía y Letras de la Universidad de Granada, donde imparte clases de Literatura Hispanoamericana y Teatro. Entre 2015 y 2021 es Vicedecana de estudiantes de dicha facultad.
Imparte regularmente cursos de creación dramática, tanto en instituciones españolas como extranjeras.

## Formación
Las primeras aproximaciones de Gracia Morales al teatro surgen desde el ámbito académico de sus estudios de Filología Hispánica, es decir, un acercamiento eminentemente teórico. Así, sus obras están sólidamente construidas y sustentadas en el profundo conocimiento de la teoría dramática que como filóloga y estudiosa del hecho teatral posee.
Como una formación complementaria y, sin embargo, fundamental, ha participado en numerosos talleres de dramaturgia. Particularmente importantes, tanto para Gracia Morales como para otros dramaturgos de su generación, fueron los cursos y encuentros que el Centro Andaluz de Teatro organizara entre 1998 y 2002. Autores como José Sanchis Sinisterra y Sarah Kane fueron invitados a compartir sus experiencias con una nueva hornada de dramaturgos españoles.
José Sanchis Sinisterra es a menudo mencionado como "padre" o "mentor" de toda una generación de dramaturgos españoles. Aunque estos no muestren en su dramaturgia concomitancias estilísticas, sí que valoran la influencia de Sinisterra como animador e impulsor en la consecución de sus metas creativas. Este es el caso, también, de Gracia Morales, quien reconoce la influencia de Sinisterra, autor con quien tiene en común la formación filológica y la preocupación por la forma.
Gracia Morales es asidua de encuentros internacionales de dramaturgos, fue vocal de la junta directiva de la Asociación de Autores de Teatro de España y perteneció al consejo asesor del Centro Andaluz de Teatro.

## Obra no dramática
Gracia Morales destaca por su obra dramática, pero también cultiva otros géneros no dramáticos, fundamentalmente la poesía.

### Poesía
- Apuntes para un diccionario (2021). Publicado por Editorial Renacimiento.
- Del hogar y sus mudanzas (2018). Publicado por Esdrújula ediciones.
- La voz en pie (2014). Publicado por Ediciones Dauro.
- ¿Eres tú? (2014). Publicado por Cuadernos del Vigía. Escrito junto a Andrés Neuman, libro ilustrado para bebés.[6]
- De puertas para dentro (2004). Publicado, Colección Granada Literaria.
- Manual de corte y confección (2001). Publicado, Colección Maillot Amarillo.
- Ocho poemas para andar por casa (2000). Publicado por Cuadernos del Vigía.

### Otros
- Creadora de la webserie La grieta junto a Juan A. Salvatierra. Realizada en el año 2013 con la dirección de Julio Fraga, ha sido seleccionada en numerosos festivales internacionales.[7]
- "Aquí, en este instante", antología poética de Circe Maia. Selección y prólogo, en Colección Granada Literaria Poesía (2024).

## Obra dramática

### Estilo
Gracia Morales consigue crear en sus obras una atmósfera mágica. Pequeña poetisa desde los nueve años, ha decidido no renunciar a ese toque lírico que emplea en todas sus obras, unido al amplio juego escénico que el teatro permite.
En este ambiente mágico se mezclan realidades; elementos ficticios o imaginarios se conjugan con lo consuetudinario. Sin romper nunca esa cotidianeidad aparecen con frecuencia dos mundos unidos en el mismo espacio; el de los vivos en el presente, junto a personajes ya fallecidos que sin embargo tiene aún muchas cosas que decir.
La persistencia de la memoria es pues una constante en su obra dramática; esas voces del pasado quieren contar sus historias y el lector o espectador debe ser valiente para oírlas.
Aunque en su obra hay tintes de comedia, la mayoría de sus creaciones son dramas que presentan algunos rasgos característicos, resultado de la fuerte influencia (sobre todo narrativa) que ejerce la literatura hispanoamericana sobre ella. Entre esas características están: la relación entre el mundo de los vivos y los muertos, la búsqueda de la verdad, la recuperación de la memoria y el deseo de cambiar alguna situación social, denunciándola. Entre los nombres que han influenciado su estilo se encuentran los de José María Arguedas, Julio Cortázar, Juan Rulfo y José Sanchis Sinisterra.
Destaca el abuso de poderes como tema inspirador de su obra; un sistema que introduce a los individuos en el infortunio de la guerra, el maltrato o la dictadura. Resalta también la imagen de la mujer como dinamo de la sociedad, ya que dota a sus personajes femeninos de historias potentes, determinantes para el desarrollo de los dramas. Se trata de temas tan actuales como antiguos, y en sus obras no podemos advertir la época en que transcurren los acontecimientos. Son conflictos por desgracia perpetuos (como el tema de la memoria histórica) que pueden tener lugar tanto aquí como en cualquier esquina del mundo; y que pueden estar ocurriendo ahora, hace sesenta y siete años o dentro de un siglo si no lo evitamos. Como es el caso de Como si fuera esta noche, que lleva en su núcleo una reflexión sobre la violencia de género.
No obstante, Gracia Morales no pretende emitir mensajes utópicos, pero sí busca la inquietud del espectador, que éste se plantee aspectos y cuestiones que creía tener bien digeridos y de los cuales comienza a descubrir otras posibles caras. Aunque sus textos ofrecen esperanza, anuncian que para que esta sea posible debemos construirla nosotros, y a pesar de que los personajes logren a menudo resolver sus conflictos, el pasado no cambia; los muertos siguen y lo mismo ocurre con las causas.
Aunque habitualmente Gracia Morales escribe para Remiendo Teatro, también ha realizado trabajos individuales y colectivos fuera de su compañía, enriqueciendo el proceso creativo con las fuerzas de otros autores que, combinadas con su trabajo como docente, confluyen en una mayor madurez y evolución de su carrera como dramaturga.

### Textos dramáticos
- El vientre de las arañas (2024). XV Premio de Textos Teatrales Jesús Domínguez 2025.
- Bajo la máscara (2024). Pieza breve incluida en Perro Flaco Joven. Volumen 1, de Perro Flaco Editorial.
- Daños colaterares (Voces entre la guerra) (2023). Pieza breve incluida en Y no regresaron a sus casas. 21 gritos contra las guerras modernas, volumen colectivo editado por Alberto de Casso en Ediciones Invasoras.
- Trincheras (2021). Texto escrito en el marco de "Cicatrizar", proyecto del Nuevo Teatro Fronterizo de creación dramatúrgica entre Colombia y España. Lectura dramatizada, Casa de América, 2021.
- Entre paredes y espejos (2021), obra para plataformas visuales. Estrenada por el CELCIT (Buenos Aires, Argentina).
- Pasar a la acción (2021). Pieza breve incluida en El veneno en el aire. 30 piezas breves de teatro antifascista, Ediciones Invasoras.
- José Guerrero: salir al color (2020), guion para ficción sonora.[9] Estrenado por la compañía Remiendo Teatro en el Centro de Arte José Guerrero (Granada).
- Una voz propia (2020). Editorial Ñaque, colección "Adolescer" (colección compuesta por 13 obras de dramaturgos y dramaturgas españoles/as, pensadas para la adolescencia).
- Buenos chicos (2020). Pieza breve incluida en Génération Romero Esteo. Dix-huit auteurs andalous du XXIe siècle, publicación bilingüe de Vibration Éditions (Estrasbrugo, Francia. 2022). Lectura dramatizada en el II Torneo de Dramaturgia, Centro Cultural María Victoria Atencia, Málaga, 2020.
- Nadie duerme (2020). Publicada en De los días sin abrazos. 25 obras de teatro en confinamiento, Ediciones Invasoras.
- Mal olor (2019). Estrenada el 7 de febrero de 2024 en el Teatro Echegaray (Málaga). Publicada en Editorial Ñaque.
- De la necesidad y la esperanza (2019). Publicada en Sillas en la frontera. Mujer, teatro y migraciones, Universidad de Almería.
- Leones (2019). Publicada en La patria de los parias. Trabajos esclavizantes en el siglo XXI, edición de Alberto de Casso en Ediciones Invasoras.
- Paraíso apartment (2019). Estrenada por el CELCIT, Buenos Aires (Argentina).
- La primera noche de los niños-pájaro (2017). Publicada por AAT, colección "Carrusel de ogritos" (número 2). Premio Teatro en Confluencia 2020.[10] Incluida en No me cuentes más cuentos. Reescritura de los cuentos infantiles en obras de dramaturgas españolas (II), de Lourdes Bueno Pérez, en Benilde Ediciones (Sevilla, 2023).
- Hacia atrás (2017). Publicada en Cincuenta voces contra la violencia de género. Sherman (Texas, EEUU), Revista Estreno, vol. XLIII y en el libro Granada no se calla. Antología de textos contra la violencia machista, Esdrújula Ediciones.
- Lavinia (2017). Lectura dramatizada en la Sala Mirador, Madrid. Pieza integrante del proyecto «Planeta Vulnerable», Nuevo Teatro Fronterizo.
- Cortinas opacas (2017). Publicada en Escenarios de crisis: dramaturgas españolas en el nuevo milenio, edición de Ana María Díaz Marcos en Benilde Ediciones, Sevilla.
- La grieta, entre animales salvajes, escrito con Juan Alberto Salvatierra (2015). IV Premio Lorca del Teatro Andaluz a la Mejor Autoría en 2016. Estrenado por la compañía Remiendo Teatro.
- Estar / llegar / quedarse. La distancia en diez movimientos (2015). Pieza breve, publicada en el libro Los mares de Caronte, Editorial Fundamentos, 2016.
- Insomnio (acto sin palabras) (2015). Pieza breve, publicada en el libro La literatura no ha existido siempre. Para Juan Carlos Rodríguez, editorial Universidad de Granada.
- Con música de fondo (2014). Pieza breve publicada en el volumen Microteatro. Una colección selecta del drama breve de la España actual, edición de Albert David Hitchcock en la Revista Estreno (2024).
- Pies de bailarín (2014). Coautoría con Juan Mata. Dramaturgia para espectáculo de la compañía Da.Te Danza (Granada).
- Una luz encendida / con música de fondo (2014). Piezas breves, publicadas en el libro Dramaturgas del siglo XXI, Editorial Cátedra, Madrid.
- El caso garay (2014). Publicada por la Universidad de Murcia, colección ATE.
- Bailes de salón (2012). Lectura dramatizada, Austin College (EEUU). Publicada en la Revista Estreno. Cuadernos de teatro español contemporáneo, Volumen XXXVIII.
- La hora del baño (2010). Pieza breve, estrenada en el Hotel Casa Romana, Sevilla, en el Día mundial del teatro Sevilla 2010.
- De aventuras (2010). XII Premio SGAE de Teatro Infantil y Juvenil 2011. Estrenada.
- Entre puertas y paredes (2009). Texto que forma parte del proyecto FABREC -Fabrique Culturelle- de la Universidad de Toulouse, estrenada por la compañía Les Anachroniques en Toulouse el 20 de mayo de 2010.
- En sombra (2008). Pieza breve, publicada en el libro Homenaje desde Andalucía a Samuel Beckett, Junta de Andalucía.
- NN12 (2008). XVII Premio SGAE de Teatro.[11] Estrenada por la compañía Remiendo Teatro.
- Heridas (2006-2008). Escrito junto con Carmen Losa, Ana Martín Puigpelat, Rosa Molero y Nidia Moros, bajo la coordinación de Adolfo Simón. Estrenada.
- A paso lento (2007). Estrenada por la compañía Remiendo Teatro.
- Y a ti, ¿qué te da miedo? (2006). Estrenada por la compañía Remiendo Teatro.
- En una décima de segundo (2006). Pieza de 1 minuto para la Escuela Superior de Arte Dramático de Sevilla. Publicada en el libro 60 piezas de 1 minuto de 60 autores dramáticos.
- Madrid. Ciudad maldita (diciembre de 2005), proyecto dirigido por Adolfo Simón con motivo del Día Internacional del Sida, con el monólogo “Dar vida”.
- La orilla perra del mundo (2005), junto con otros cinco dramaturgos, bajo la coordinación de José Sanchis Sinisterra. Sanchis Sinisterra dirige el montaje que de dicho texto ha llevado a cabo El Teatro del Común (estreno en el Círculo de Bellas Artes, Madrid).
- Puertas cerradas (2005). Escrito junto con Antonio Hernández Centeno y Juan A. Salvatierra. Estrenada.
- Un horizonte amarillo en los ojos (2003). Estrenada por la compañía Remiendo Teatro.
- Un lugar estratégico (2003). Estrenada.
- Como si fuera esta noche (2002). Estrenada por la compañía Remiendo Teatro.
- Buscando Caperucita Roja (2002). Estrenada por la compañía Remiendo Teatro.
- 9.15: Martínez Ruiz (2001). Estrenada por la compañía Remiendo Teatro.
- ¿Consigues dormir por las noches? (2000). Pieza breve. Lectura dramatizada en el Teatro Central, Sevilla. Publicada en el libro Teatro breve actual, Editorial Castalia, 2013.
- Quince peldaños (2000). Estrenada por el Centro Andaluz de Teatro.
- Prolegómenos (2000). Estrenada por la compañía Remiendo Teatro.
- Artículos de ocasión (2000). Estrenada por la compañía Vagalume Teatro.
- Formulario quinientos veintidós (1999). Estrenada por la compañía Remiendo Teatro.
- Vistas a la luna (1999). Estrenada por la compañía Remiendo Teatro.
- Interrupciones en el suministro eléctrico (1999). Estrenada por el Centro Andaluz de Teatro.
- Papel (1998). Estrenada por la compañía Remiendo Teatro.
- Puestos en escena (1998). Estrenada.
- Reflejos (1998). Estrenada por el Centro Andaluz de Teatro.

## Recepción
Muchas de las obras escritas por Gracia Morales han sido compuestas y estrenadas por la compañía que ella misma ayuda a fundar, Remiendo Teatro. Esto no es óbice para que otras compañías de ámbito nacional e internacional hayan elegido sus textos. Es, paradójicamente, tratándose de una autora española, en el ámbito internacional donde más compañías profesionales se han acercado a sus textos. Teatros de México, Costa Rica, Chile, Uruguay y Estados Unidos, entre otros muchos países, han visto representaciones de sus textos.
Especial es la relación de la autora con Francia y Argentina. Ha colaborado en diversos proyectos teatrales, tanto de creación como de investigación, en la Universidad de Toulouse, una de las más antiguas universidades de Francia y Europa. En Argentina, destaca la labor del Centro Latinoamericano de Creación e Investigación Teatral, CELCIT, cuyo director Carlos Ianni ha sido determinante en la difusión de la obra dramática de Gracia Morales.
No podemos hablar de una homogeneidad en la acogida de sus obras, esta depende de la zona geográfica donde se lleve a cabo la representación y la obra a representar. Su obra de mayor repercusión es sin duda Como si fuera esta noche con más de un centenar de representaciones. Otras piezas, como Un horizonte amarillo en los ojos, sin embargo, no han tenido la misma repercusión entre el público.
La crítica teatral es mucho más homogénea a la hora de alabar el trabajo de esta dramaturga. No entiende por qué sus obras no se representan con más asiduidad en el panorama de la escena española.  Además, destaca de forma positiva que sus textos conciencien al espectador sobre asuntos de importancia social.
Hay que destacar la recepción del espectador y crítica hispanoamericanos. En particular, la crítica Argentina, y con ella también el público de dicho país, acogen calurosamente las obras de Gracia Morales. La crítica argentina subtitula los textos de esta autora como humanos, y desea poder ver más representaciones de esta autora.

## Premios obra dramática
- XV Premio de Textos Teatrales Jesús Domínguez (2025) por El vientre de las arañas.[17]
- Premio III Teatro en Confluencia (2020) con La primera noche de los niños-pájaro.[10]
- Premio a la Mejor Autoría Teatral en los IV Premios Lorca del Teatro Andaluz (2016) junto a Juan Alberto Salvatierra por La grieta, entre animales salvajes
- Premio SGAE de Teatro Infantil y Juvenil (2011) por su obra De aventuras.
- Premio SGAE de Teatro (2008) por su obra NN12.[11]
- Premio Romero Esteo (2003) por su obra Un lugar estratégico.
- Premio Fundación Ciudad de Requena de Teatro Breve (2000) por su obra Formulario quinientos veintidós.
- Premio Marqués de Bradomín (2000) por su obra Quince peldaños.

## Premios obra poética
- Premio de Poesía Juana Castro (2020) por Apuntes para un diccionario.[18]
- Premio de Poesía Javier Egea (2004) por De puertas para dentro.[19]